# Onno Krijn
Onno Krijn (14 december 1957 – Amsterdam, 20 januari 2015) was een Nederlands componist, arrangeur en musicus.

## Biografie

### Studie
Krijn kreeg vanaf zijn zesde jaar pianoles, eerst particulier en later op de muziekschool van het Amsterdams Conservatorium van zanger-pianist Marius van Altena.
Na de middelbare school volgde hij een conservatoriumopleiding piano op het Sweelinck Conservatorium in Amsterdam, eerst bij Henk van Eeuwijk, later bij Edith Lateiner. In het tweede jaar combineerde hij de pianostudie met een studie compositie bij Ton de Leeuw. In het derde jaar studeerde hij uitsluitend nog compositie. Na het conservatorim studeerde hij 'jazz arranging' aan de Eastman School of Music in Rochester, New York, bij prof. Rayburn Wright, Bill Dobbins en Manny Albam.

### Carrière
Krijn was freelance begeleider van Nederlandse artiesten zoals Liselore Gerritsen en Martine Bijl. Hij componeerde en produceerde filmmuziek, muziek voor theater en popmuziek. Op zijn label Noon Records staan samenwerkingsprojecten met een tal van muzikanten van de wereldmuziek-scene. Als arrangeur schreef hij een groot aantal orkestraties en arrangementen voor bekende artiesten en diverse orkesten, zoals het Metropole Orkest, BLØF, Lionel Richie, Janka Rupkina en Anouk.
Als musical director reisde hij over de hele wereld met een grote podiumproductie Female Factory (world-/cross-overmuziek met musici uit twaalf verschillende landen) en Made in Holland (met musici van twintig nationaliteiten, die in Nederland woonden).
Van jongs af had hij een brede interesse in muziek (van onder meer King Crimson tot Strawinsky) en invloeden hiervan kunnen in zijn werk worden herkend.
In 1995 ontving Krijn de Scheveningen begeleidersprijs, een prijs voor de beste begeleidende musicus in een theatershow.

## Privé
Onno Krijn was getrouwd met zangeres-muziektheaterproducente Leoni Jansen en woonde in Amsterdam.
- Gemeinsame Normdatei: 135307600
- International Standard Name Identifier: 0000 0000 5789 2178
- MusicBrainz: bb4ed0f2-fb40-40b5-a035-3380e27392a0
- Nederlandse Thesaurus van Auteursnamen: 38762791X
- Virtual International Authority File: 80098348
- WorldCat: E39PBJhMgwgygtqMX6J9Htt3Qq